# Tobias Michael
Tobias Michael (Dresda, 13 giugno 1592 – Lipsia, 26 giugno 1657) è stato un compositore tedesco.

## Biografia
Ricoprì la carica di hofkapellmeister a Sondershausen; fu poi thomaskantor del Thomanerchor di Lipsia dal 1631 sino al 26 giugno 1657, giorno della sua morte.